# Viola appalachiensis
Viola appalachiensis är en violväxtart som beskrevs av L. K. Henry. Viola appalachiensis ingår i släktet violer, och familjen violväxter. Inga underarter finns listade i Catalogue of Life.